# Haugröningan
Haugröningan är ett naturreservat i Åre kommun i Jämtlands län.
Området är naturskyddat sedan 2010 och är 100 hektar stort. Reservatet består i väster av Långmyren och av barrskog med inslag av lövträd i öster.